# Жарт (книжка)
«Жарт» (чеськ. Žert) — роман чеською мовою Мілана Кундери, написаний 1967 року. Хронологічно це найперший роман культового письменника сучасності, який сконструйований за принципом народної поліфонії, коли в хорі поєднано гармонійне звучання багатьох голосів.

## Зміст
Не через ностальгію, а заради лихого жарту, точніше, заради відплати, вирушає Людвік Ян на свою малу батьківщину, в невеличке моравське передмістя. Бо саме через невдалий жарт п’ятнадцять років тому все полетіло шкереберть: Людвіка зраджують товариші, його виключають із партії і університету й запроторюють у штрафний «чорний батальйон». Життя не зламало його, проте зробило одержимим помстою, яка врешті перетворюється на чистісінький фарс.

## Український переклад
Жарт / Мілан Кундера ; пер. з фр. Л. Кононовича. — Львів : Видавництво Старого Лева, 2020. — 240 с. — ISBN 978-617-679-798-2